# سرمایه‌گذاری فورترس
سرمایه‌گذاری فورترس (انگلیسی: Fortress Investment Group) شرکت سرمایه‌گذاری آمریکایی است، که در سال ۱۹۹۸ تأسیس شد.